# 奧德班鎮區 (愛荷華州奧德班縣)
奧德班鎮區（英語：Audubon Township）是位於美國愛荷華州奧德班縣的一個行政鎮區。

## 地方資料
根據2010年美國人口普查的數據，奧德班鎮區的面積為104.66平方千米，當中陸地面積為104.22平方千米，而水域面積為0.44平方千米。當地共有人口632人，而人口密度為每平方千米6.04人。